# هان کوک-یونگ
هان کوک-یونگ (한국영؛ زاده ۱۹ آوریل ۱۹۹۰) یک بازیکن فوتبال اهل کره جنوبی است.
وی همچنین در تیم‌های ملی فوتبال کره جنوبی کره جنوبی کره جنوبی بازی کرده‌است.